# محافظة أيرلندا الجديدة
محافظة أيرلندا الجديدة هي محافظة تقع أقصى شمال شرق بابوا غينيا الجديدة.يبلغ عدد سكانها 194،067 نسمة (تعداد 2011).